# زنق
زنق یا زینه در زبان ترکی آذربایجانی ، زمین پر آب، یکی از روستاهای استان آذربایجان شرقی است که در دهستان قره‌ناز بخش مرکزی شهرستان مراغه واقع شده‌است.